# Прайс (Юта)
Прайс (англ. Price) — город в штате Юта (США). Административный центр округа Карбон и самый крупный город округа. По данным переписи за 2010 год число жителей Прайса составляло 8715 человек (66-я строчка в списке крупнейших городов штата).

## Географическое положение
По данным Бюро переписи населения США город имеет общую площадь в 13,1 км². Прайс расположен в долине реки Прайс-Ривер на плато Колорадо.

### Климат
По классификации климатов Кёппена климат Прайса относится к влажному континентальному климату (Dfb). Средняя температура в году — 9,3 °C, самый тёплый месяц — июль (средняя температура 23,3 °C), самый холодный — январь (средняя температура −4,0 °C). Среднее количество осадков в году 256,5 мм.

## История
Предполагается, что город был назван в честь епископа Церкви Иисуса Христа Святых последних дней Уильяма Прайса из Гошена, который исследовал территории в 1869 году. Первыми поселенцами долины реки Прайс-Ривер были Калеб Болдвин Родс и Абрахам Пауэлл. Они приехали в долину в 1877 году и построили хижину на территории будущего города. После окончания охотничьего сезона Родс и Пауэлл ввернулись в Салем. Новые поселенцы появились в 1879 году. Первое время им не хватало поставок еды, сельское хозяйство было осложнено отсутствием достаточного количества воды. В 1888 году был закончен канал компании Прайс-Уотер, который решил ирригационный вопрос.
В 1883 году в поселение провели железную дорогу, которая сделала Прайс промышленным, торговым и культурным центром. Рядом открылись несколько угольных шахт, в которых работало много приезжих рабочих, проживающих в Прайсе. Город Прайс был инкорпорирован 14 июля 1892 года.
Угольная промышленность, давшая в своё время имя округу, по-прежнему является важной частью экономики Прайса, несмотря на то, что с 2019 года в округе отсутствуют действующие шахты. 
В городе расположен колледж Восточной Юты и Музей доисторической эпохи Колледжа Восточной Юты.

## Население
По данным переписи 2010 года население Прайса составляло 9715 человек (из них 48,6 % мужчин и 51,4 % женщин), в городе было 3227 домашних хозяйств и 2155 семей. На территории города было расположено 3510 построек со средней плотностью 267,9 построек на один квадратный километр суши. Расовый состав: белые — 91,2 %, афроамериканцы — 0,6, азиаты — 1,0 %, коренные американцы — 1,4 %.
Население города по возрастному диапазону по данным переписи 2010 года распределилось следующим образом: 26,5 % — жители младше 18 лет, 6,0 % — между 18 и 21 годами, 52,8 % — от 21 до 65 лет и 13,7 % — в возрасте 65 лет и старше. Средний возраст населения — 31,8 лет. На каждые 100 женщин в Прайсе приходилось 94,5 мужчин, при этом на 100 совершеннолетних женщин приходилось уже 93,9 мужчин сопоставимого возраста.
Из 3227 домашних хозяйств 66,8 % представляли собой семьи: 48,9 % совместно проживающих супружеских пар (20,6 % с детьми младше 18 лет); 13,0 % — женщины, проживающие без мужей и 4,9 % — мужчины, проживающие без жён. 33,2 % не имели семьи. В среднем домашнее хозяйство ведут 2,53 человека, а средний размер семьи — 3,11 человека. В одиночестве проживали 28,4 % населения, 12,6 % составляли одинокие пожилые люди (старше 65 лет).

## Экономика
В 2014 году из 6322 человека старше 16 лет имели работу 3631. При этом мужчины имели медианный доход в 50 190 долларов США в год против 27 025 долларов среднегодового дохода у женщин. В 2014 году медианный доход на семью оценивался в 60 387 $, на домашнее хозяйство — в 44 070 $. Доход на душу населения — 18 634 $ в год.